# Kondopoga
Kondopoga (ros. Кондопога, karelski Kondupohju, fiń. Kontupohja) – miasto w północno-zachodniej części Federacji Rosyjskiej, w Republice Karelii.

## Położenie
Miejscowość leży w południowej części Karelii, nad jeziorem Onega, w pobliżu miejsca, w którym wpada do niego rzeka Suna. Kondopoga położona jest rejonie kondopożskim i stanowi jego centrum administracyjne.

## Historia
Nazwa miasta jest pochodzenia karelskiego i może oznaczać niedźwiedzi ślad, niedźwiedzia łapa, albo też niedźwiedzi zalew. Pierwsza wzmianka o miejscowości pochodzi z 1495 roku. Przez długie lata była to niewielka osada. W 1892 Kondopoga liczyła ok. 300 mieszkańców i znajdowało się w niej 48 domów i 2 cerkwie (cerkiew Zaśnięcia Matki Bożej oraz cerkiew Narodzenia Matki Bożej). Szybki rozwój miasta rozpoczął się w okresie ZSRR w związku z rozwojem w Karelii przemysłu i wynikającym z tego napływem rosyjskich osadników. W 1938 roku miejscowość otrzymała prawa miejskie.

## Obiekty
- Cerkiew Świętego Spotkania w Kondopodze
- Cerkiew Zaśnięcia Matki Bożej w Kondopodze

## Ludność
| Rok: | Liczba ludności: |
| ---- | ---------------- |
| 1996 | 37 200           |
| 2000 | 37 000           |
| 2002 | 34 836           |
| 2005 | 34 381           |

Kondopoga liczy 34.381 mieszkańców (1 stycznia 2005 r.). Jest ona jedynym miastem na terenie rejonu kondopożskiego i skupia blisko 80% ogółu ludności tej jednostki podziału administracyjnego. Zdecydowaną większość populacji stanowią Rosjanie.  Liczba mieszkańców miasta  w ostatnich latach dość szybko spada w wyniku emigracji ludności do większych miast (głównie Petersburga) w poszukiwaniu pracy.
Na przełomie sierpnia i września 2006 r. o Kondopodze było głośno w mediach światowych z powodu zamieszek do jakich doszło pomiędzy zamieszkującymi miasto Rosjanami a przybyszami z północnego Kaukazu, głównie Czeczenami. W ich wyniku dwie osoby zginęły, a wiele zostało rannych. Władze miasta utrzymywały, iż zajścia miały charakter chuligański a ich tłem był konflikt ekonomiczny, zaś organizacje obrony praw człowieka wskazywały na ich nacjonalistyczno-rasistowski charakter.

## Sport
- W mieście mieszka Larisa Łazutina rosyjska biegaczka narciarska, która zdobyła 14 medali mistrzostw świata w narciarstwie klasycznym i 7 medali igrzysk olimpijskich.
- HK WMF – klub hokejowy (od 2012)

## Gospodarka i transport
Po rozpadzie Związku Radzieckiego gospodarka miasta, jak i całej Karelii znalazła się w kryzysie. Mimo to 
Kondopoga jest jednym z centrów gospodarczych Karelii. W mieście znajduje się przemysł drzewny, celulozowo-papierniczy oraz budowlany. Z Kondopogi pochodzi ok. 1/3 całej rosyjskiej produkcji papieru gazetowego.  W miejscowości zlokalizowane są także zakłady przemysłu spożywczego, przetwarzające płody rolne, gdyż rejon kondopożski jest jednym z karelskich centrów rolnictwa. Zatrudniają one zwykle niewielką liczbę osób i  produkują głównie na potrzeby lokalnego rynku. 
Istotne znaczenie w gospodarce miasta odgrywają szeroko rozumiane usługi.
Znajduje się tu stacja kolejowa Kondopoga, położona na linii Wołchow - Murmańsk.